# Benedikt XI.

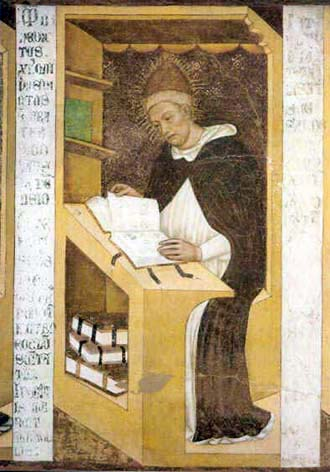
Papst Benedikt XI. (Fresko von Tommaso da Modena in der Kirche San Nicolò, Treviso, heute im Kapitelsaal des dort. ehem. Dominikanerkonvents, 1352)

Benedikt XI. (getauft Bonifacio, als Dominikaner Niccolò di Boccasio, auch Niccolò Boccasini oder Nikolaus Boccasino; * 1240 in Treviso; † 7. Juli 1304 in Perugia) war vom 22. Oktober 1303 bis zu seinem Tod 1304 Papst der katholischen Kirche.

## Leben

Wappen Papst Benedikt XI.

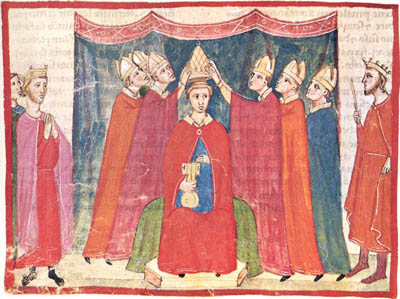
Krönung von Papst Benedikt XI., Renaissance-Fresko aus Santa Maria Novella in Florenz

Sein Vater nannte sich Boccasius de Boccasinis, war kaiserlicher Notarius Publicus und entstammte einem alten Adelsgeschlecht. Sein Wohnhaus in Treviso war ein Adelssitz, aber sein Besitz soll sehr begrenzt gewesen sein. Ein Verwandter, Philippus Boccasini, war um 1260 Statthalter von Treviso.
Bonifacio wurde 1240 in Treviso geboren. Als er fünf Jahre alt war, starb sein Vater. Dessen Bruder, ein Geistlicher, nahm sich der Erziehung des Knaben an. Er unterstützte auch die verwitwete Mutter und die Schwester Adelheid. Bonifacio trat im 14. Lebensjahr in den Dominikanerorden ein und erhielt den Ordensnamen Nikolaus von Treviso. Nikolaus war ab 1296 Generalmagister der Dominikaner, von 1298 bis 1300 Kardinalpriester von Santa Sabina und seit 1300 Kardinalbischof von Ostia.
Als Papst versuchte er eine Versöhnung mit Frankreich herbeizuführen, da das Verhältnis zwischen Frankreich und dem Heiligen Stuhl durch die Bulle „Unam Sanctam“ seines Vorgängers Bonifatius VIII. stark beeinträchtigt worden war. Benedikt wurde durch die Parteiwirren der Colonna und Orsini aus Rom vertrieben. Deshalb residierte er meistens in Perugia.
Benedikt XI. war nach Innozenz V. der zweite Papst aus dem Predigerorden. Im Verlauf seines Pontifikates kreierte er zwei Kardinäle, die ebenfalls Dominikaner waren, nämlich Niccolò Alberti am 18. Dezember 1303 und Walter Winterburn am 19. Februar 1304.
Am 7. Juli 1304 erlag er in Perugia der Ruhr. Er wurde dort im linken Querschiff von San Domenico beigesetzt. Clemens XII. sprach ihn 1736 selig, sein Festtag ist der 7. Juli.